# Sport à Wallis-et-Futuna
Le sport à Wallis-et-Futuna est très populaire. Les pratiques les plus répandues est le sont le rugby, le volley, le kirikiti et le va'a. Le territoire compte deux équipes nationales, une de football fondée en 1933 par un résident français et une équipe de rugby fondée en 1966. Cependant, ces deux équipes sont inactives aujourd'hui. La collectivité d'outre-mer française compte un seul stade avec tribunes, le Stade de Mata-Utu (en) sur l'île de Wallis. Il a une capacité de 1 500 spectateurs et est principalement utilisé pour les matchs de football.  Deux autres équipements sportifs présents sur le territoire sont le Stade Laione Rugby utilisé essentiellement pour le rugby et le Stade Lomipeau pour le football. Un espace pour est présent pour jouer au Volleyball à Futuna. La région participe aux Jeux du Pacifique Sud depuis 1966 et organise en 2013 les Mini-Jeux du Pacifique.  

## Histoire

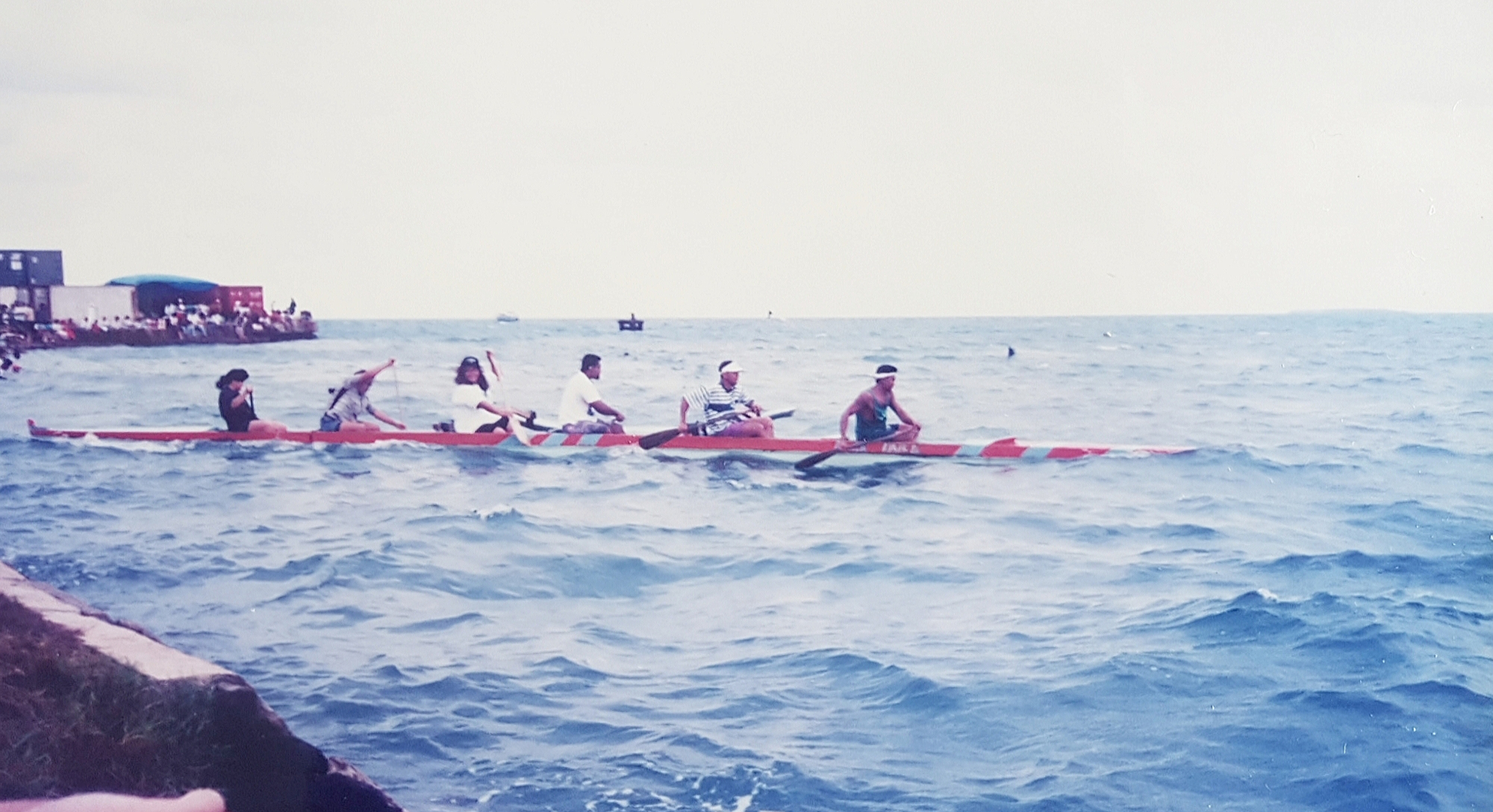
Des compétitions d'avirons était généralement organisée entre les habitants comme ici à Mata-Utu en 1996.

Avant l'instauration du protectorat de Wallis-et-Futuna par la France en 1888, le sport était peu développé dans le territoire. Il n'existait que très localement des compétitions sportives organisées par les rois coutumiers dans leur royaume. Les sports réalisés étaient ceux demandant peu d'infrastructures, l'aviron était un sport assez apprécié par la population.  

### 1926: Développement du football sur le territoire
L'arrivée du football à Wallis et Futuna provient en partie de l'arrivée d'Alain Gerbault, un skippeur français qui séjourne quatre mois à Wallis en 1926. Appréciant le football, il commence à initier de jeunes wallisien à la pratique du football sur la place de Matautu le dimanche. Les locaux découvrant ce sport l'apprécient, mais le football ne se répand pas vraiment à l'entièreté du territoire.  
En 1933, sept ans plus tard, Jean-Joseph David accède au poste de résident de France à Wallis-et-Futuna. Il ramène de l'occident la culture du football, un sport qui lui tien à cœur. Cette arrivée massive du sport a aussi pour but selon David l'amélioration physique des autochtones. C'est en 1934 que l'équipe de Wallis-et-Futuna de football est fondée officiellement. En même temps que la création de la première école publique, le résident français va mettre beaucoup de jeune au sport et plus particulièrement au football afin d'améliorer l'équipe du territoire. À cette même période, il veut faire construire deux stades, le Stade Lomipeau à Hihifo et le Stade Laione à Hahake. Le premier match officiel international de l'équipe de football est joué le 13 décembre 1966 face à Tahiti, dans le contexte de la deuxième édition des Jeux du Pacifique Sud qui se déroulent à Nouméa. C'est la première fois que le territoire participe à une compétition internationale. Wallis-et-Futuna s'incline 5 à 0. Cependant l'équipe n'intègre ni la FIFA ni la Confédération du football d'Océanie au vu de la trop petite taille de l'équipe.  

### 1966: Développement du rugby et participation aux Jeux du Pacifique

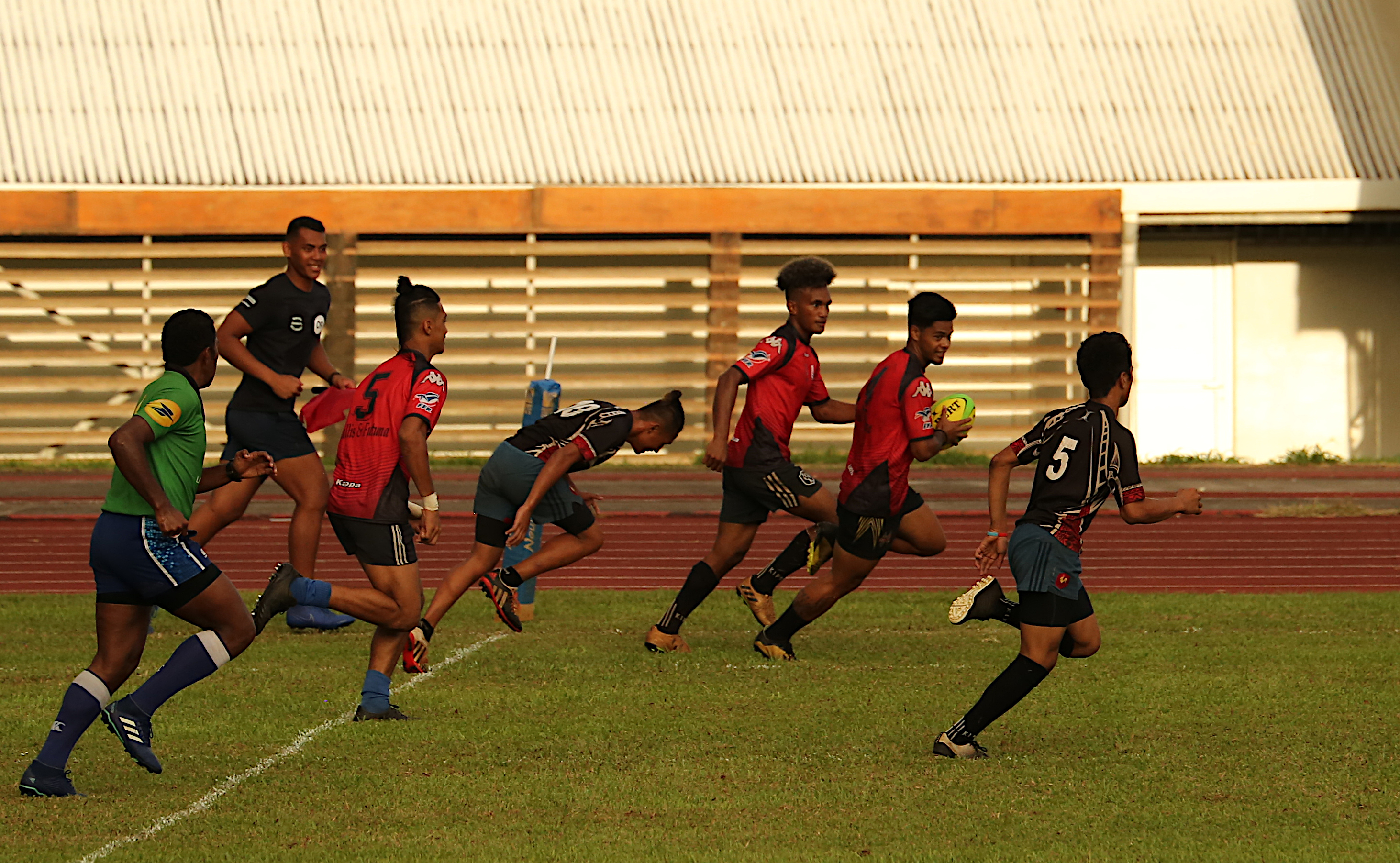
De jeune wallisien s'entraînant au rugby.

Après une bonne implantation du football dans le monde sportif de Wallis-et-Futuna, le territoire voit l'arrivée du rugby en 1960. Deux nouveaux organes sportifs voient le jour, l'Équipe de Wallis-et-Futuna de rugby à XV et le Comité de rugby de Wallis-et-Futuna. L'équipe joue son premier match dès 1966 face à la Nouvelle-Calédonie, mais s'incline sur un score de 24 à 6 lors aussi des Jeux du Pacifique Sud de 1966 (en) à Nouméa. Par la suite, l'équipe joue dix matchs contre d'autres pays océaniens de 1966 à 1976 avant qu'elle ne devienne inactive.   
Cet arrêt laisse place à l'arrivée du rugby à sept sur le territoire. En même temps, Wallis-et-Futuna participe aux jeux du Pacifique Sud, la seule compétition continentale sportive où elle puisse participer. Bien qu'elle n'ait jamais remporté la compétition (qui depuis prend le nom de Jeux du Pacifique), elle participe aussi depuis à sa compétition sœur, les Mini-Jeux du Pacifique. Son meilleur résultat est une 5e place aux Jeux de Tahiti 1995 .  En 2007 est créé le XV du Pacifique, une équipe de rugby militaire du Pacifique regroupant des joueurs de Wallis-et-Futuna, Nouvelle-Calédonie et Polynésie française. Cette équipe a pour fusion de différent territoire d'Outre-mer au sein d'une même équipe a pour but qu'elles puissent avoir plus de moyen et donc mieux se développer. L'équipe est d'ailleurs toujours active en 2022.  

### 2013: Organisation des XIᵉ Mini-Jeux du Pacifique
En 2013, Wallis-et-Futuna organisent les Mini-Jeux du Pacifique. L'organisation de cette compétition sportive s'inscrit dans une politique de Wallis-et-Futuna de professionnalisation du sport dans le territoire. 

Les infrastructures sportives manquent sur le territoire, et il n'y a toujours pas de stade avec des gradins. À partir des années 1990, les personnalités politiques demandent des subventions à l’État pour la construction d'un complexe sportif à Mata-Utu. Basile Tui, alors sénateur du territoire, se charge d'obtenir des subventions pour la construction du nouveau stade de Kafika à partir de 1998. Sans cette ces nouvelles infrastructures; piste d'athlétisme, terrain de football et de rugby, salle d'haltérophilie, halle des sports.. il était impensable de se lance dans une candidature à l'organisation des Jeux du Pacifique. Finalement, les travaux aboutissent moins de 5 ans après pour une somme estimé à 15 millions de francs français.

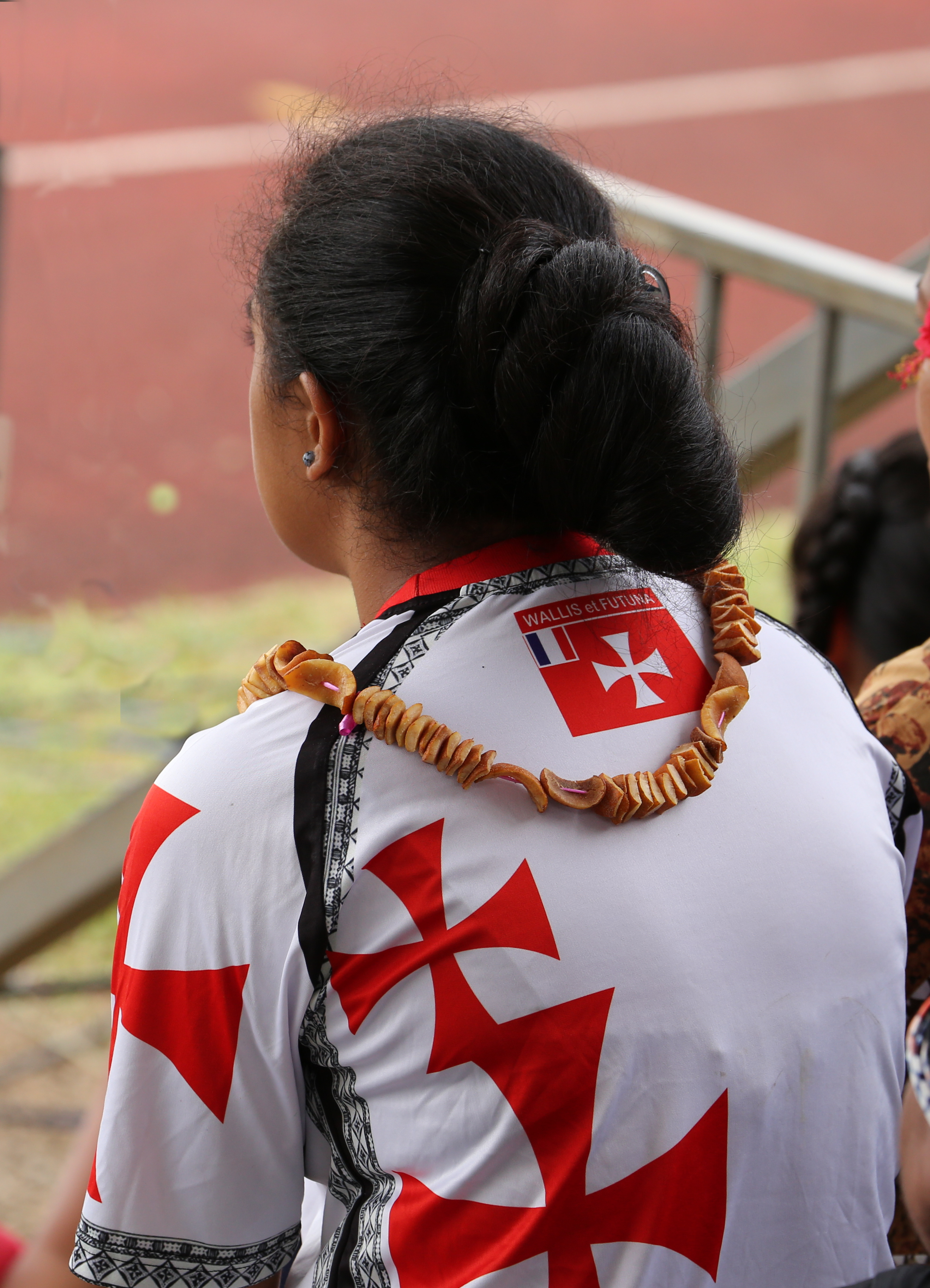
Supportrice portant les couleurs de Wallis-et-Futuna au stade de Kafika à Mata Utu en 2019.

Peu après les constructions, Wallis-et-Futuna candidate en 2004 pour l'organisation les mini-jeux du Pacifique 2009 mais ce sont les îles Cook qui sont finalement retenues. Le territoire présente à nouveau sa candidature et obtient en 2007 le rôle d'organisateur des XIe mini-jeux du Pacifique de 2013. Le comité territorial olympique et sportif de Wallis-et-Futuna (CTOS) s'occupe de la gestion du sport. Un comité d'organisation des mini-jeux est fondé. 
Les équipes et sportifs de Wallis-et-Futuna ont remporté 5 médailles d'or, 2 d'argent et 6 de bronze dans l'histoire de sa participation aux Jeux du Pacifique, depuis ses premiers Jeux en 1981. L'évènement est jugé réussi par la presse locale et reste dans les archives comme le premier évènement sportif continental du territoire. L'évènement a regroupé 22 pays et 1 500 spectateurs.
Cette organisation profite aussi aux locaux avec de nouveaux aménagements sportifs à hauteur de 12 millions d'euros. On retrouve par exemple Kolopelu accueillant le beach-volley, Uvea le taekwondo, le volley-ball et l'haltérophilie ; dans la baie de Gahi se déroulent les compétitions de va’a et Liku accueille les épreuves de voile. Le beach-volley se déroule sur l'île de Futuna. 
L'administrateur supérieur Michel Aubouin souligne que de nombreux équipements ont été terminé juste avant le début des compétitions, et indique que des difficultés ont été rencontrées à Futuna pour obtenir de la chefferie un terrain de beach-volley ; le sable a dû être acheminé par bateau pour l'aménager. La population locale s'est beaucoup impliqué, certaines familles hébergeant des sportifs à domicile faute d'infrastructure hôtelières suffisantes.

## Sports traditionnels
À Wallis-et-Futuna, les sports traditionnels occupent une place importante dans la culture locale. Ils sont souvent liés aux cérémonies, aux fêtes coutumières ou aux rassemblements communautaires.
Le kilikiti (cricket traditionnel d’origine samoane), est un sport pratiqué uniquement à Wallis. C'est une variante du cricket avec des règles adaptées. La batte est en forme de pagaie, et le jeu se joue en équipes parfois très nombreuses. D'après la tradition orale racontée par les anciens, ce sport viendrait du village de Vailala. Au début du XIXe siècle, des Tongiens qui habitaient au nord de Hihifo auraient commencé la pratique de ce jeu. Il s'est ensuite développé sur toute l'île de Wallis.
Le va'a est une course de pirogues polynésiennes. Bien que la pratique soit moins fréquente aujourd’hui, les courses de pirogues traditionnelles étaient courantes et symbolisent toujours l'habileté maritime des populations du Pacifique. Ses variantes locales sont nommées fakatete en langue wallisienne et kumete en lange futunienne.
Le pa ulutoa (lancer de javelot traditionnel) se fait avec un javelot taillé du bois de kaho prolongé d'un embout pointu de bourao. L'ulutoa est lié à la légende de Siakitagi. Le pa sika, a le même principe que le lancer de javelot traditionnel, mais avec un javelot fait à partir d’une tige de bourao qui le rend plus léger.

## Statistiques

### Résultats de Wallis-et-Futuna par édition des Mini-Jeux du Pacifique
| Informations | Informations           | Informations                             | Informations                             | Médailles                                | Médailles                                | Médailles                                | Médailles                                |
| Edition      | Lieu                   | Nations participantes                    | Classement                               | Or                                       | Argent                                   | Bronze                                   | Total                                    |
| ------------ | ---------------------- | ---------------------------------------- | ---------------------------------------- | ---------------------------------------- | ---------------------------------------- | ---------------------------------------- | ---------------------------------------- |
| Ier          | Îles Salomon           | 15                                       | 10                                       | 1                                        | 0                                        | 1                                        | 2                                        |
| IIe          | Îles Cook              | 16                                       | 7                                        | 2                                        | 1                                        | 3                                        | 6                                        |
| IIIe         | Tonga                  | 16                                       | 14                                       | 0                                        | 0                                        | 0                                        | 0                                        |
| IVe          | Vanuatu                | Pas de participation de Wallis-et-Futuna | Pas de participation de Wallis-et-Futuna | Pas de participation de Wallis-et-Futuna | Pas de participation de Wallis-et-Futuna | Pas de participation de Wallis-et-Futuna | Pas de participation de Wallis-et-Futuna |
| Ve           | Samoa                  | 18                                       | 15                                       | 0                                        | 0                                        | 0                                        | 0                                        |
| VIe          | Île Norfolk            | Pas de participation de Wallis-et-Futuna | Pas de participation de Wallis-et-Futuna | Pas de participation de Wallis-et-Futuna | Pas de participation de Wallis-et-Futuna | Pas de participation de Wallis-et-Futuna | Pas de participation de Wallis-et-Futuna |
| VIIe         | Palaos                 | 14                                       | 2                                        | 1                                        | 1                                        | 4                                        | 6                                        |
| VIIIe        | Îles Cook              | 22                                       | 21                                       | 0                                        | 0                                        | 1                                        | 1                                        |
| IXe          | Wallis-et-Futuna       | 19                                       | 6                                        | 2                                        | 17                                       | 14                                       | 33                                       |
| Xe           | Vanuatu                | 20                                       | 12                                       | 2                                        | 2                                        | 3                                        | 7                                        |
| XIe          | Îles Mariannes du Nord | 20                                       | 16                                       | 0                                        | 0                                        | 6                                        | 6                                        |
| Total        | Total                  | Total                                    | Total                                    | 9                                        | 21                                       | 29                                       | 59                                       |

### Résultats de Wallis-et-Futuna par édition des Jeux du Pacifique
| Informations | Informations              | Informations                             | Informations                             | Médailles                                | Médailles                                | Médailles                                | Médailles                                |
| Edition      | Lieu                      | Nations participantes                    | Classement                               | Or                                       | Argent                                   | Bronze                                   | Total                                    |
| ------------ | ------------------------- | ---------------------------------------- | ---------------------------------------- | ---------------------------------------- | ---------------------------------------- | ---------------------------------------- | ---------------------------------------- |
| Ier          | Fidji                     | Pas de participation de Wallis-et-Futuna | Pas de participation de Wallis-et-Futuna | Pas de participation de Wallis-et-Futuna | Pas de participation de Wallis-et-Futuna | Pas de participation de Wallis-et-Futuna | Pas de participation de Wallis-et-Futuna |
| IIe          | Nouvelle-Calédonie        | 13                                       | 10e                                      | 0                                        | 2                                        | 12                                       | 14                                       |
| IIIe         | Papouasie-Nouvelle-Guinée | 12                                       | 7e                                       | 1                                        | 5                                        | 1                                        | 7                                        |
| IVe          | Tahiti                    | 12                                       | 8e                                       | 2                                        | 1                                        | 6                                        | 9                                        |
| Ve           | Guam                      | 13                                       | 10e                                      | 1                                        | 2                                        | 8                                        | 11                                       |
| VIe          | Fidji                     | 14                                       | 12e                                      | 0                                        | 1                                        | 2                                        | 3                                        |
| VIIe         | Samoa                     | 14                                       | 10e                                      | 1                                        | 2                                        | 5                                        | 8                                        |
| VIIIe        | Nouvelle-Calédonie        | 12                                       | 6e                                       | 3                                        | 3                                        | 6                                        | 12                                       |
| IXe          | Papouasie-Nouvelle-Guinée | 14                                       | 12e                                      | 0                                        | 6                                        | 12                                       | 18                                       |
| Xe           | Tahiti                    | 12                                       | 5e                                       | 8                                        | 3                                        | 8                                        | 19                                       |
| XIe          | Guam                      | 20                                       | 11e                                      | 3                                        | 6                                        | 11                                       | 20                                       |
| XIIe         | Fidji                     | 21                                       | 14e                                      | 0                                        | 4                                        | 5                                        | 9                                        |
| XIIIe        | Samoa                     | 22                                       | 13e                                      | 3                                        | 0                                        | 1                                        | 4                                        |
| XIVe         | Nouvelle-Calédonie        | 19                                       | 10e                                      | 2                                        | 3                                        | 6                                        | 12                                       |
| XVe          | Papouasie-Nouvelle-Guinée | 23                                       | 18e                                      | 1                                        | 1                                        | 5                                        | 7                                        |
| XVIe         | Samoa                     | 24                                       | 15e                                      | 3                                        | 6                                        | 2                                        | 11                                       |
| XVIIe        | Îles Salomon              | 20                                       | 16e                                      | 0                                        | 0                                        | 6                                        | 6                                        |
| Total        | Total                     | Total                                    | Total                                    | 28                                       | 45                                       | 90                                       | 170                                      |

## Les différents sportifs célèbres
Les Wallisiens et les Futuniens représentent 0,05% de la population française, mais « occupe[nt] une place bien plus importante dans le paysage sportif que ne laisse supposer le poids démographique de ces Polynésiens ».

### Athlétisme
De nombreux sports sont pratiqués sur le territoire, dont l'athlétisme avec notamment la spécialité du lancer du javelot et des champions comme Jean-Paul Lakafia qui a amélioré à deux reprises le record de France du lancer du javelot, le portant à 83,56 m en 1980 et à 84,74 m en 1983, Lolésio Tuita, Vitolio Tipotio, Monika Fiafialoto, Péta Tauhavili, Pételo Wakalina et Penisio Lutui ou encore en handisport Tony Falelavaki. On compte parmi les sportifs médaillés Aukusitino Hoatau, qui a notamment remporté la médaille d'argent au lancer du disque lors des Jeux du Pacifique de 2011. En 2019, les Wallisiens et Futuniens représentent sept des 25 meilleurs lanceurs de javelot français.

### Rugby
De nombreux joueurs et joueuses de rugby à XV sont nés ou sont originaires de Wallis-et-Futuna ont joué pour le XV de France en métropole. C'est le cas de Vincent Pelo, Yann David, Christopher Tolofua, Sébastien Vahaamahina, Jocelino Suta, Romain Taofifénua, Emerick Setiano, Peato Mauvaka, Raphaël Lakafia et Manae Feleu. Également originaires de Wallis-et-Futuna, Pierre-Gilles Lakafia joue en équipe de France de rugby à 7 tandis que Mickaël Simutoga et Selevasio Tolofua ont pu intégrer l'équipe de France des -20 en 2015 et 2017. Le rugby à VII est également populaire. En 2020, une trentaine de joueurs wallisiens et futuniens évoluent dans des clubs professionnels français du Top 14 et Pro D2, et plus de 200 jouent dans un club métropolitain (élite à fédérale 3). Il existe une équipe locale de rugby à XV (rattachée à la Federation of Oceania Rugby Unions), mais elle n'a plus joué de match officiel depuis 1979. Le géographe Jean-Christophe Gay indique que « l'armée, dans les années 1960, a joué un rôle important dans la détection et l'émergence des premiers athlètes de niveau international », tels que Petelo Wakalina, Lolesio Tuita ou Penisio Lutui. Jean-Christophe Gay précise que si certains joueurs réussissent une carrière en métropole, beaucoup échouent ou « sont exploités comme des marchandises par certains dirigeants de clubs ou des intermédiaires peu scrupuleux ».

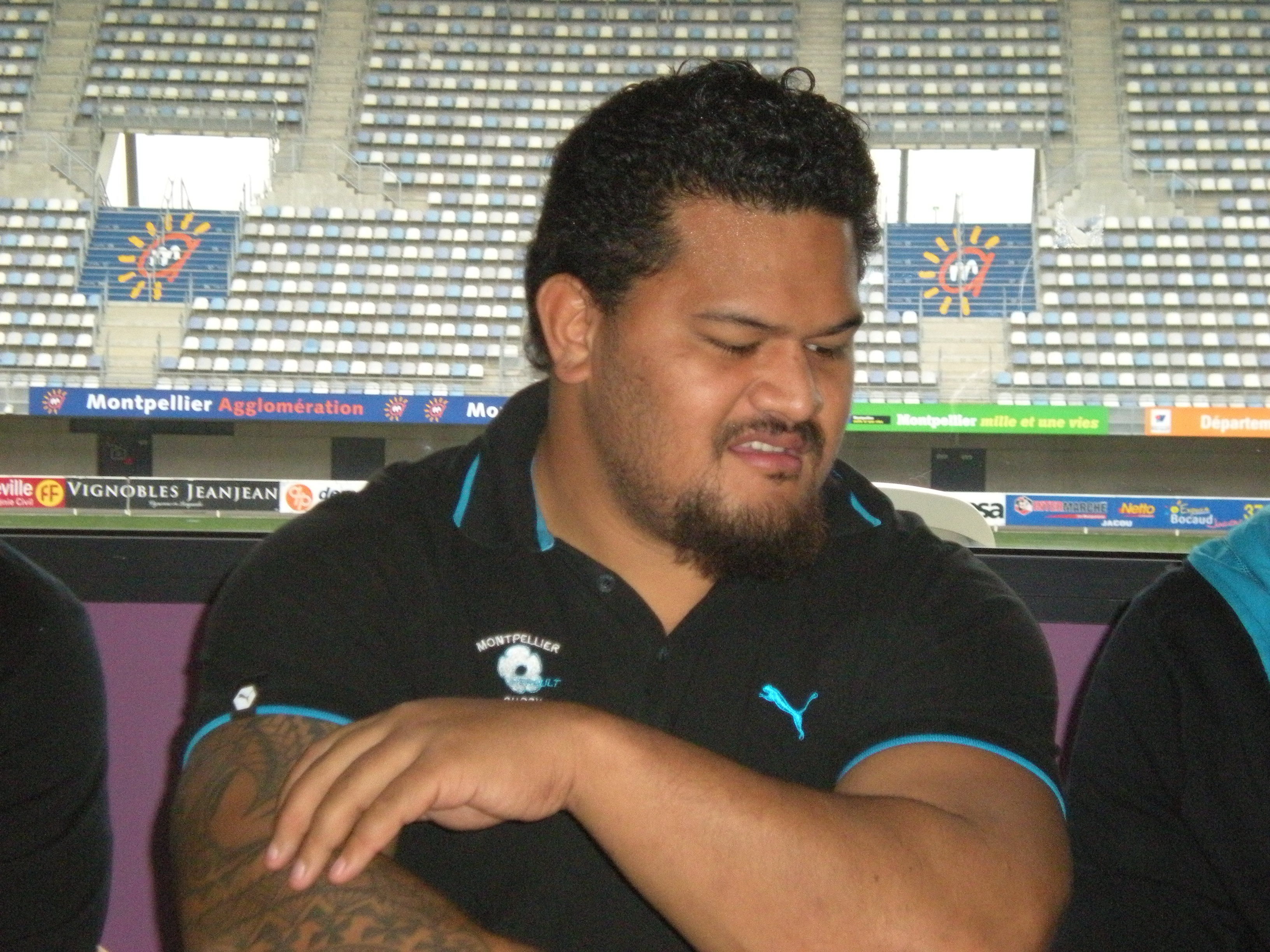
Vincent Pelo, rugbyman.
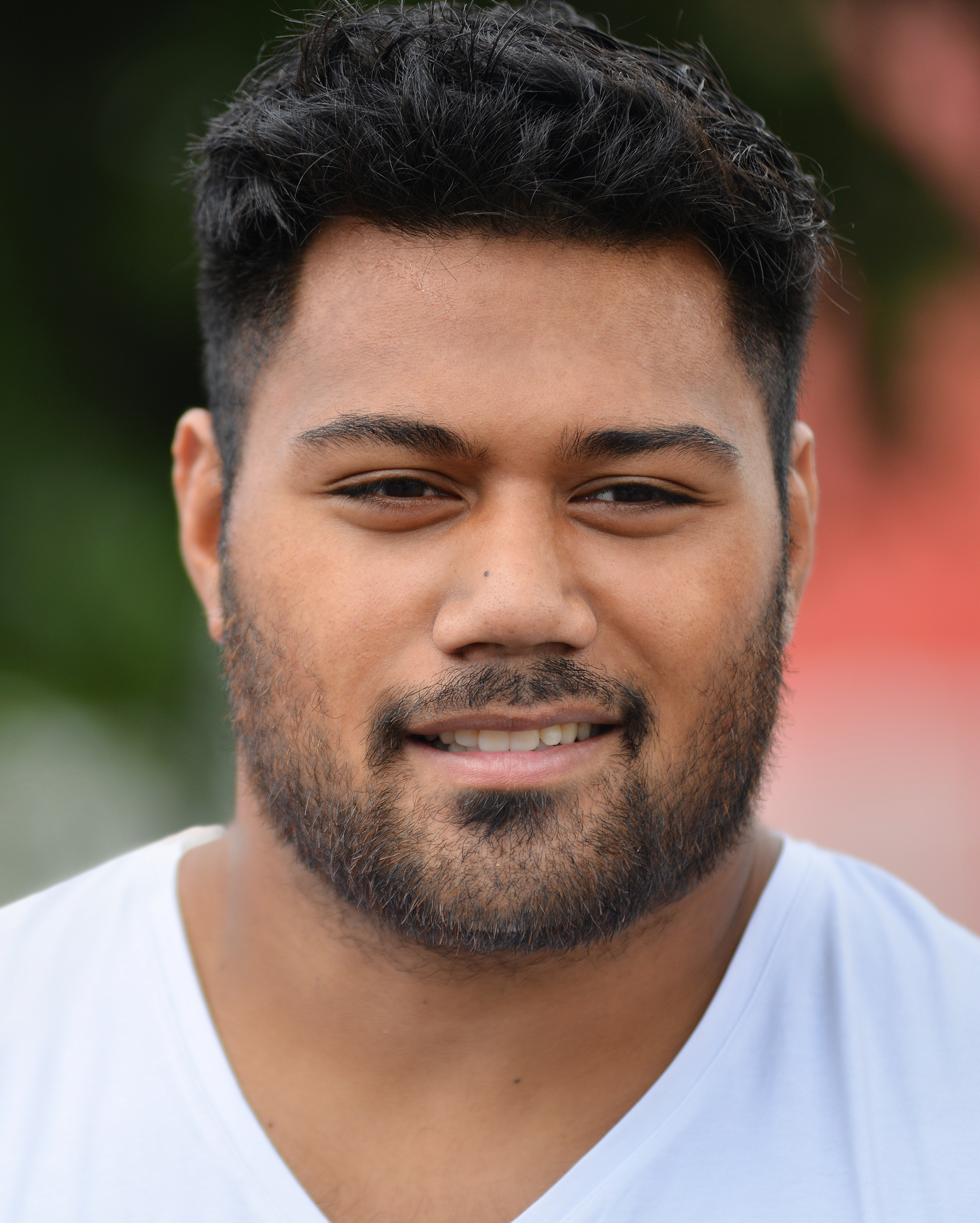
Christopher Tolofua, rugbyman.
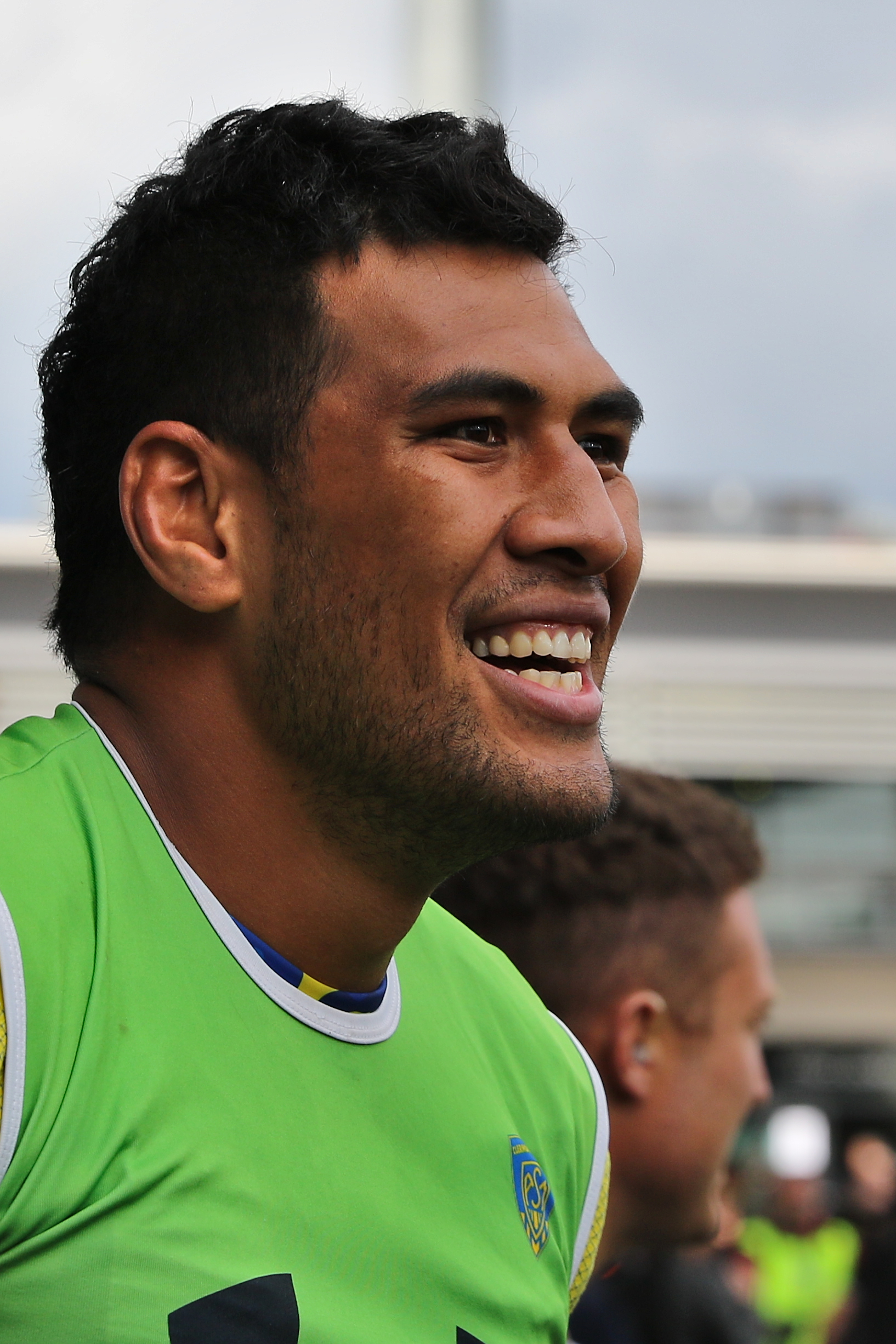
Sébastien Vahaamahina, rugbyman.
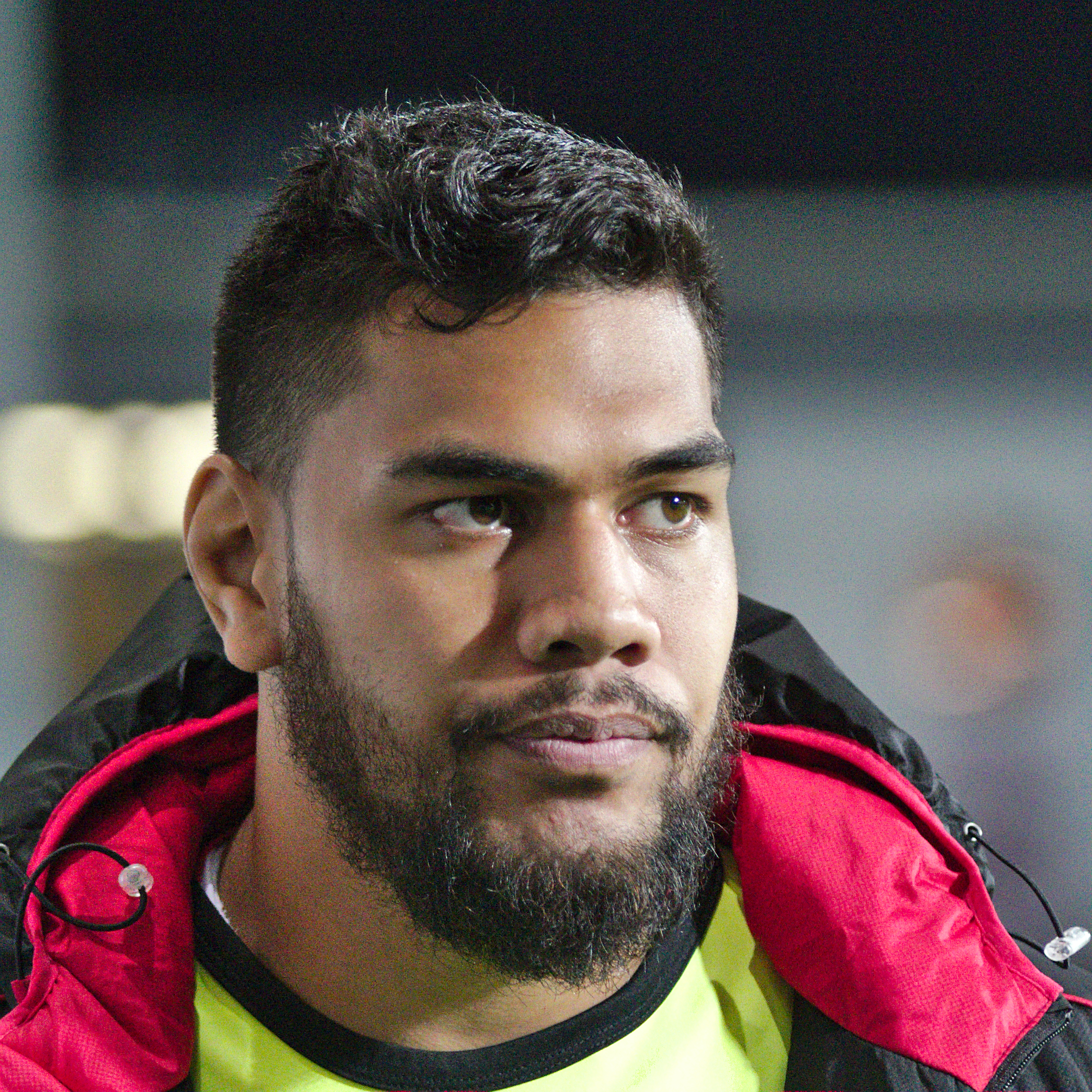
Romain Taofifénua, rugbyman.

### Volley-ball
Le volley-ball est l'un des sports les plus joués sur le territoire, et a connu un fort développement depuis les années 1980. Les joueurs et les joueuses, souvent issus des mêmes familles (Tupou, Takaniko, Kolokilagi, Moleana, Masei, Sekeme, Tafilagi), incluent notamment Leyla Tuifua et Samuele Tuia, tous les deux ayant joué en équipe de France, ou encore Toafa Takaniko.

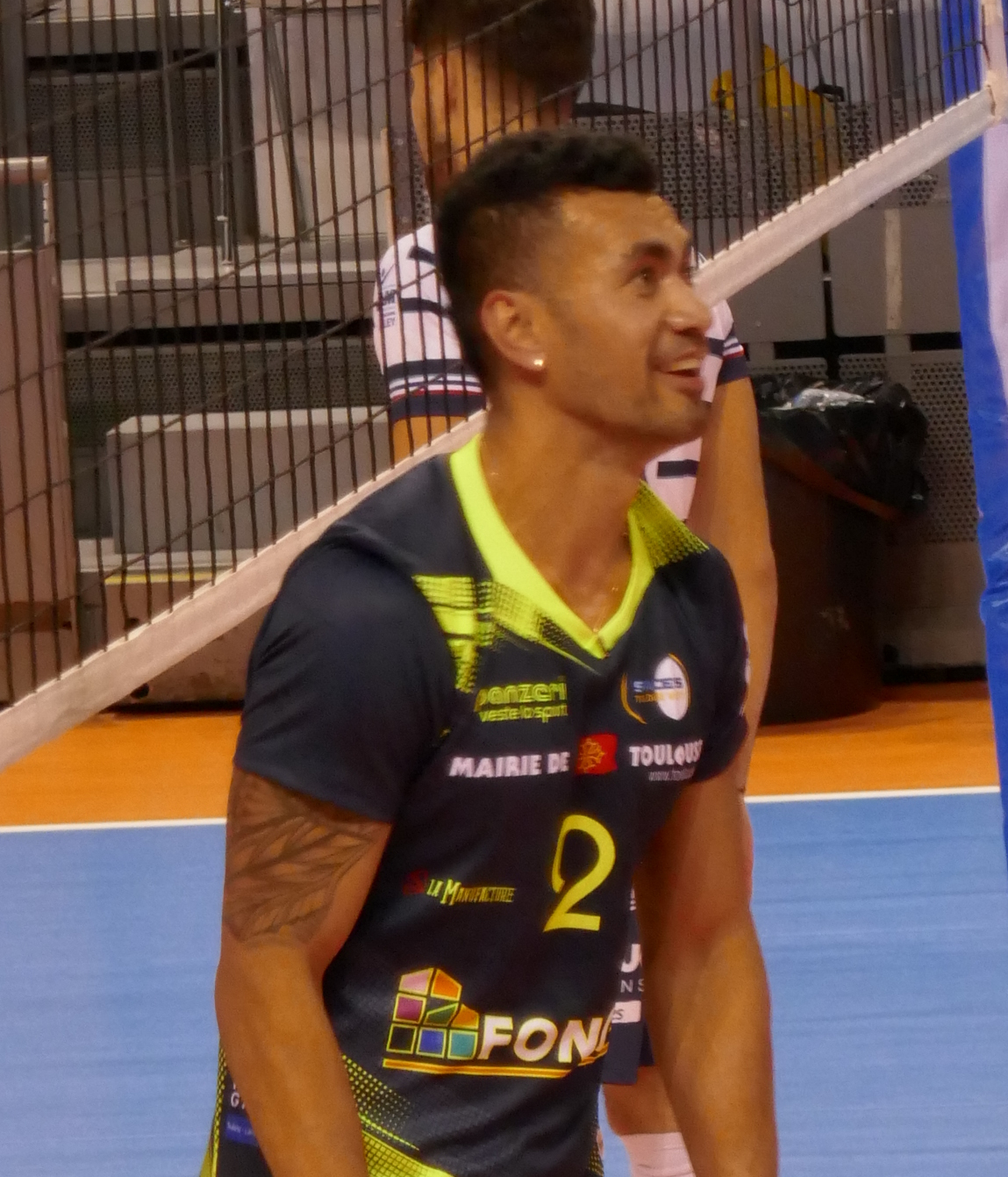
Toafa Takaniko
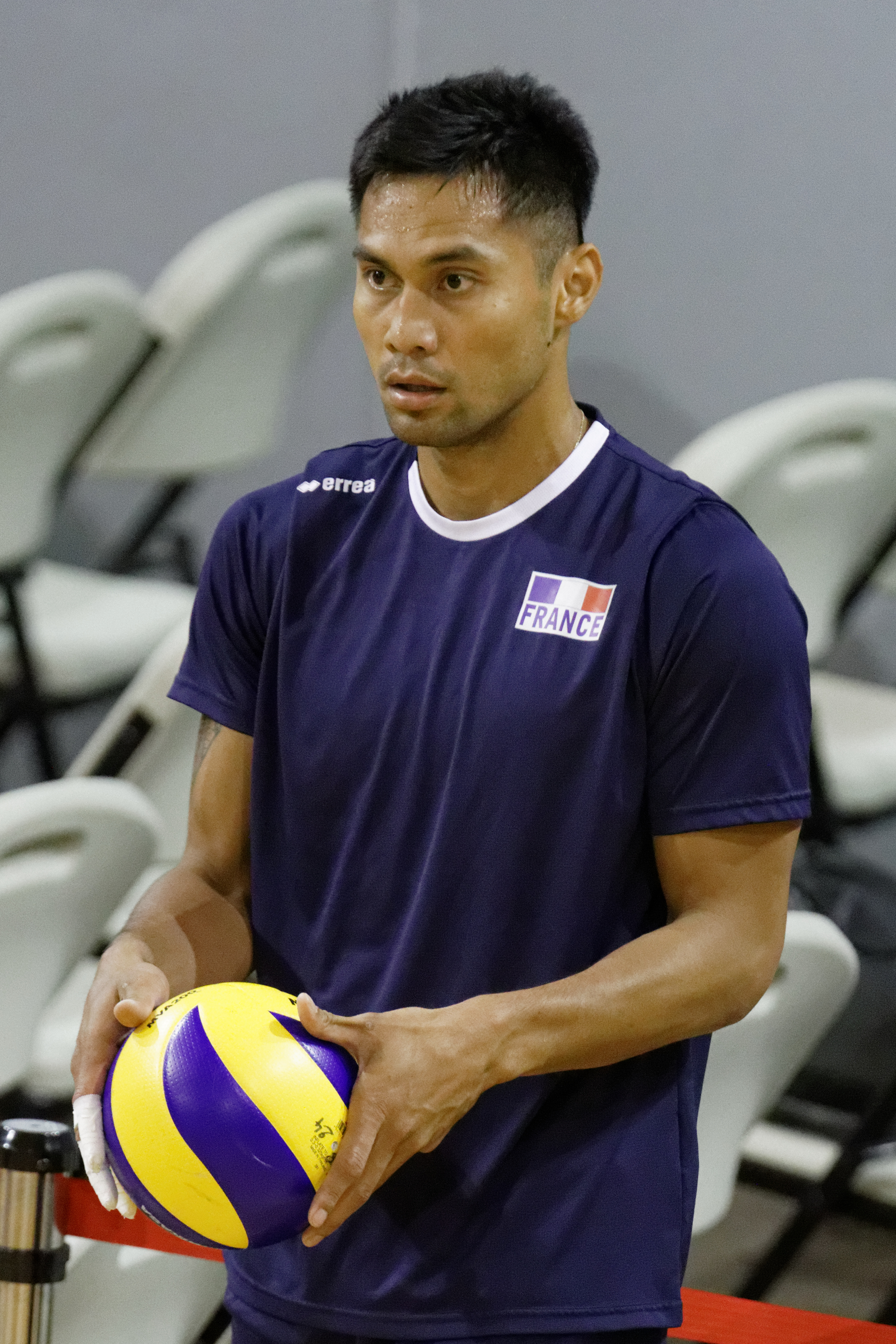
Samuele Tuia

### Autres sports
Plusieurs joueurs originaires de Wallis-et-Futuna jouent au football en métropole et dans d'autres pays : c'est le cas de Wesley Lautoa (FCO Dijon) ou encore David Faupala à Manchester City. En 2006, Jennifer Vegi est médaillée de bronze aux Championnats de France de Karaté Contact, puis elle remporte en 2007 la médaille d'or en taekwondo aux Jeux du Pacifique.

## Équipements sportifs
Une base nautique est située dans le village de Liku. Une association sportive, Vakala, propose des activités nautiques (notamment voile et kayak). L'athlétisme ainsi que d'autres sports tels que le volley-ball, le hand-ball ou le badminton, se pratiquent dans le centre sportif de Kafika, refait à neuf pour les MIni-jeux du Pacifique de 2013.

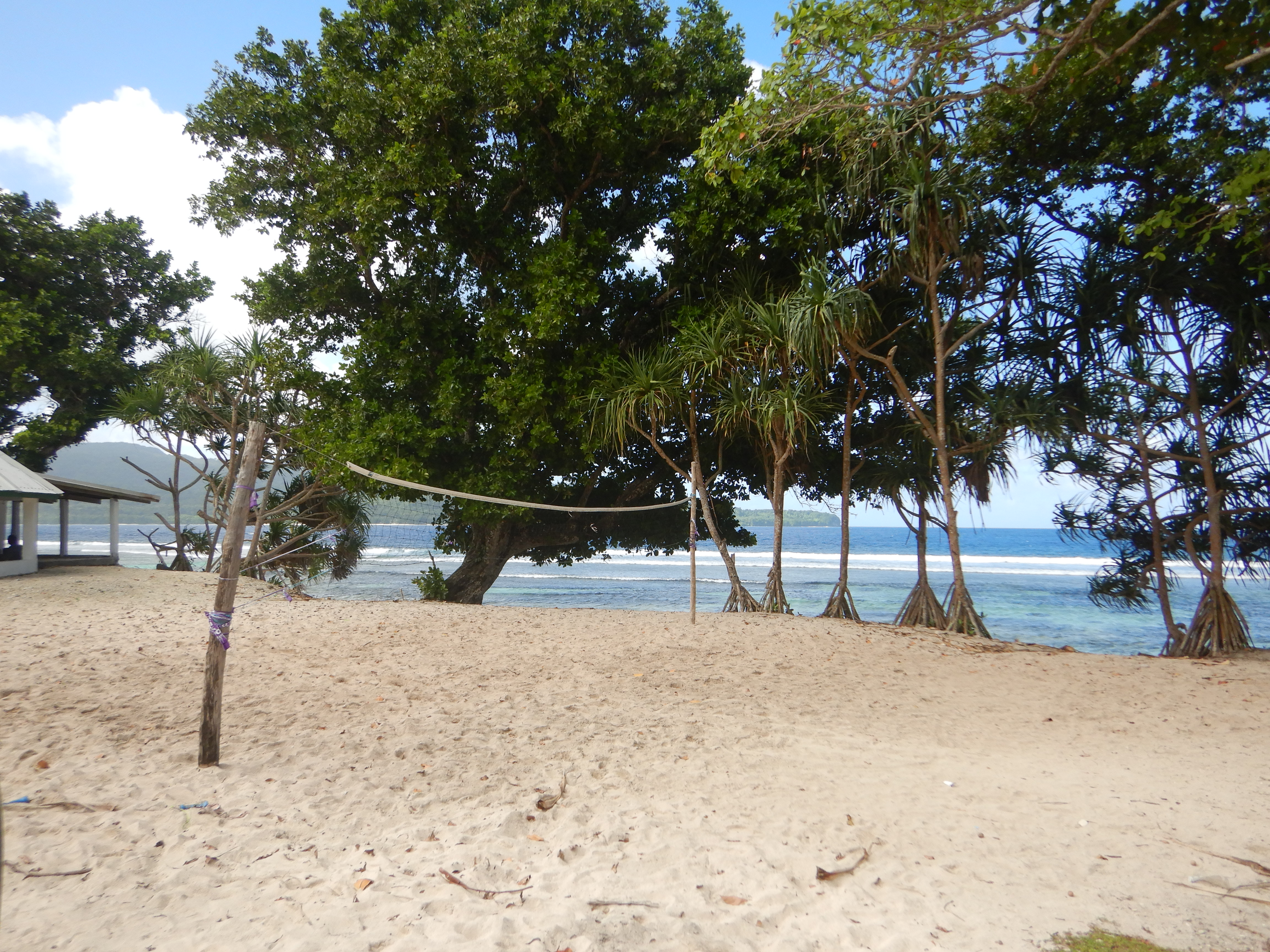
Un terrain de volley à Futuna en 2019.
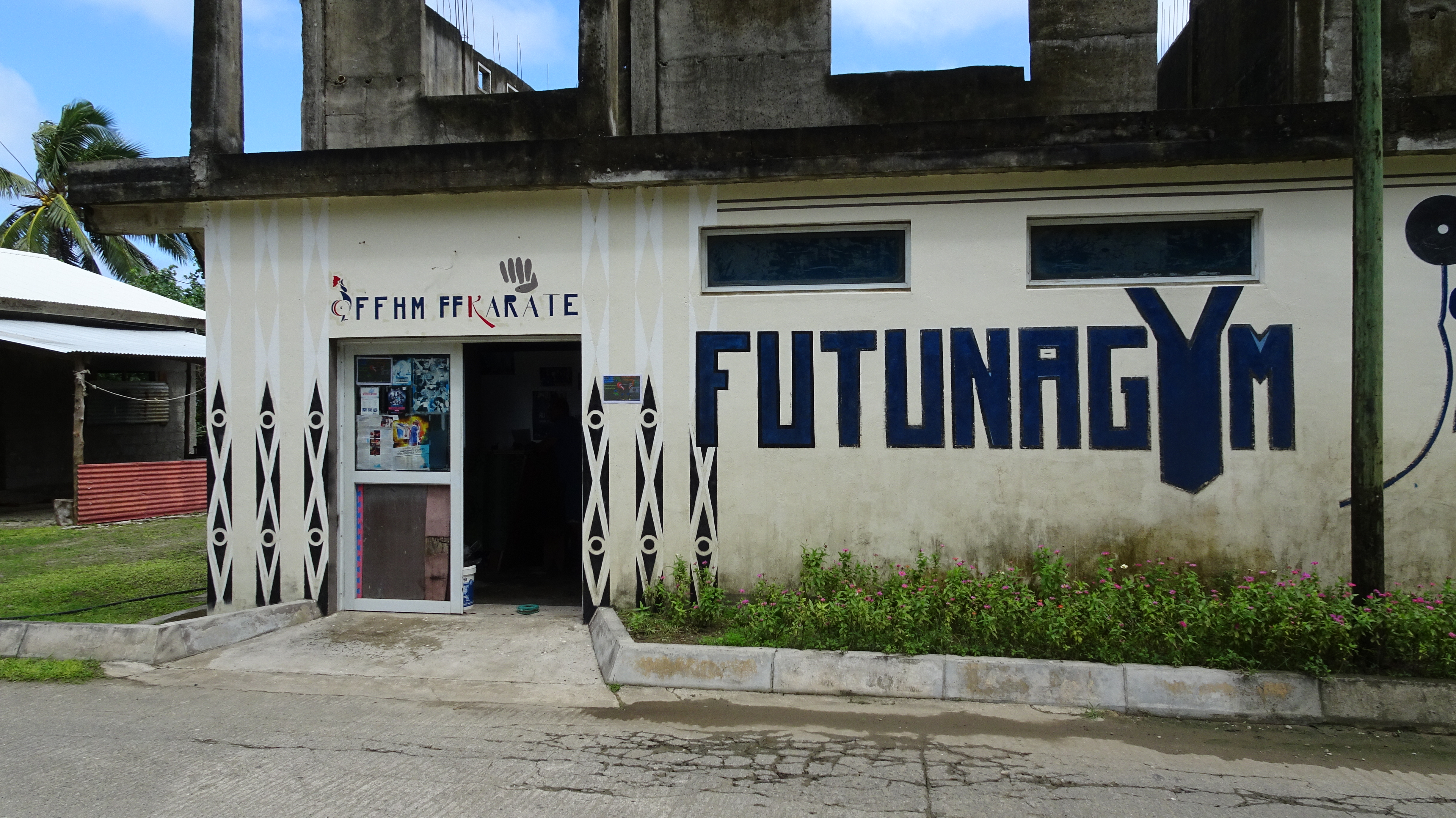
Un gymnase à Leava sur l'île de Futuna (2017).